# 24 uur van Le Mans 2001

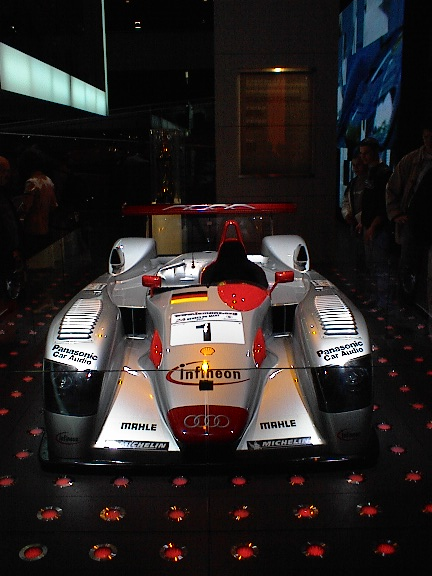
De winnende auto: de Audi R8 #1.

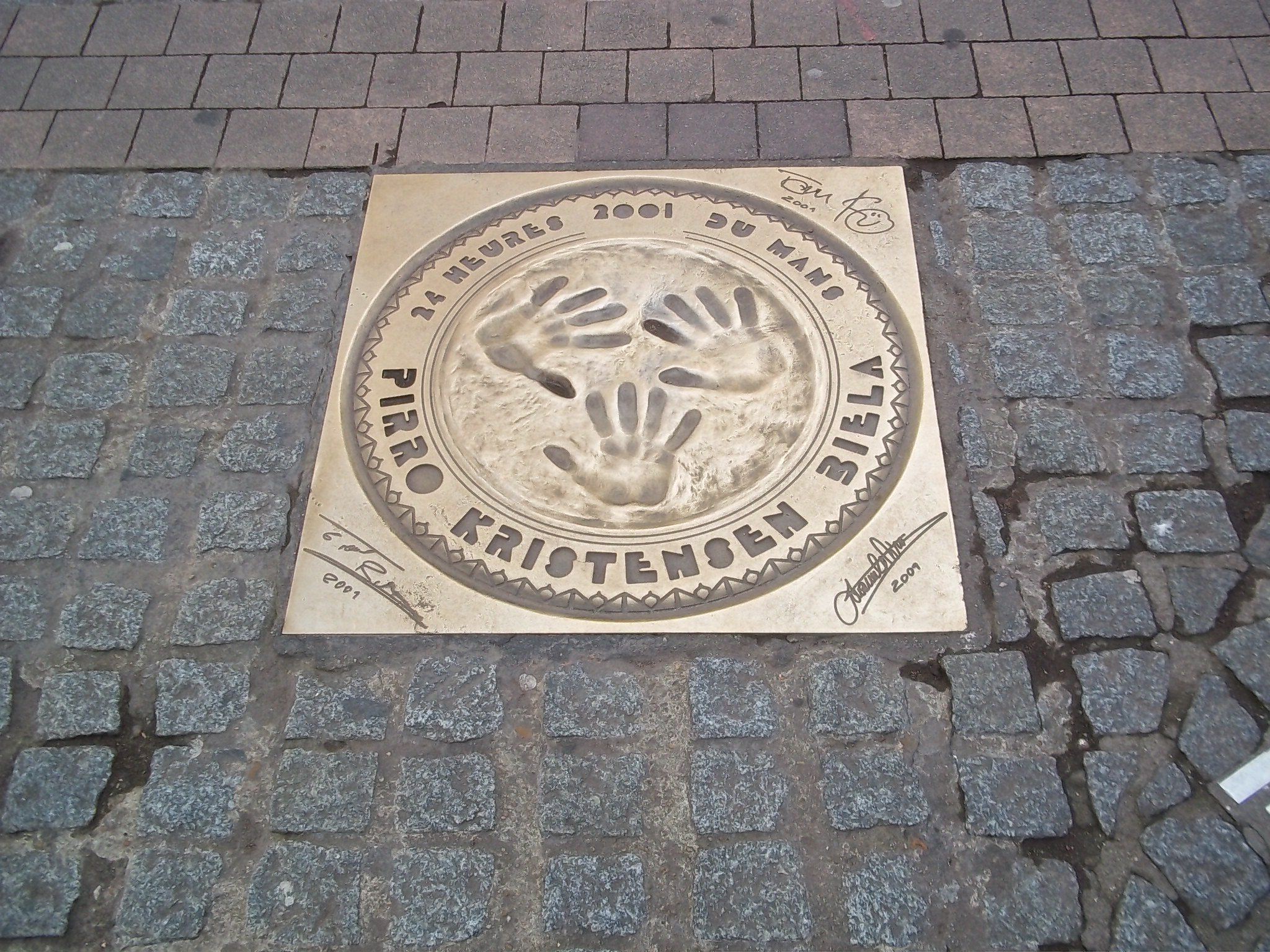
Handafdrukken van de winnende coureurs in de Hall of Fame in Le Mans.

De 24 uur van Le Mans 2001 was de 69e editie van deze endurancerace. De race werd verreden op 16 en 17 juni 2001 op het Circuit de la Sarthe nabij Le Mans, Frankrijk.
De race werd gewonnen door de Audi Sport Team Joest #1 van Frank Biela, Emanuele Pirro en Tom Kristensen. Het trio won de voorgaande editie ook al. Voor Biela en Pirro was het hun tweede overwinning, terwijl Kristensen zijn derde Le Mans-zege behaalde. De LMGTP-klasse werd gewonnen door de Team Bentley #8 van Andy Wallace, Butch Leitzinger en Eric van de Poele. De LMP675-klasse werd gewonnen door de ROC Auto #38 van Jordi Gené, Jean-Denis Delétraz en Pascal Fabre. De LMGTS-klasse werd gewonnen door de Corvette Racing Pratt #63 van Ron Fellows, Scott Pruett en Johnny O'Connell. De LMGT-klasse werd gewonnen door de Seikel Motorsport #83 van Gabrio Rosa, Fabio Babini en Luca Drudi.

## Race
Winnaars in hun klasse zijn vetgedrukt.
| Pos. | Klasse | No. | Team                     | Coureurs                                                  | Chassis                          | Banden | Ronden |
| Pos. | Klasse | No. | Team                     | Coureurs                                                  | Motor                            | Banden | Ronden |
| ---- | ------ | --- | ------------------------ | --------------------------------------------------------- | -------------------------------- | ------ | ------ |
| 1    | LMP900 | 1   | Audi Sport Team Joest    | Frank Biela Emanuele Pirro Tom Kristensen                 | Audi R8                          | M      | 321    |
| 1    | LMP900 | 1   | Audi Sport Team Joest    | Frank Biela Emanuele Pirro Tom Kristensen                 | Audi 3.6L Turbo V8               | M      | 321    |
| 2    | LMP900 | 2   | Audi Sport North America | Laurent Aïello Rinaldo Capello Christian Pescatori        | Audi R8                          | M      | 320    |
| 2    | LMP900 | 2   | Audi Sport North America | Laurent Aïello Rinaldo Capello Christian Pescatori        | Audi 3.6L Turbo V8               | M      | 320    |
| 3    | LMGTP  | 8   | Team Bentley             | Andy Wallace Butch Leitzinger Eric van de Poele           | Bentley EXP Speed 8              | D      | 306    |
| 3    | LMGTP  | 8   | Team Bentley             | Andy Wallace Butch Leitzinger Eric van de Poele           | Bentley 3.6L Turbo V8            | D      | 306    |
| 4    | LMP900 | 16  | Team PlayStation         | Olivier Beretta Karl Wendlinger Pedro Lamy                | Chrysler LMP                     | M      | 298    |
| 4    | LMP900 | 16  | Team PlayStation         | Olivier Beretta Karl Wendlinger Pedro Lamy                | Mopar 6.0L V8                    | M      | 298    |
| 5    | LMP675 | 38  | ROC Auto                 | Jordi Gené Jean-Denis Delétraz Pascal Fabre               | Reynard 2KQ-LM                   | M      | 284    |
| 5    | LMP675 | 38  | ROC Auto                 | Jordi Gené Jean-Denis Delétraz Pascal Fabre               | Volkswagen HPT16 2.0L Turbo I4   | M      | 284    |
| 6    | LMGT   | 83  | Seikel Motorsport        | Gabrio Rosa Fabio Babini Luca Drudi                       | Porsche 911 GT3-RS               | Y      | 283    |
| 6    | LMGT   | 83  | Seikel Motorsport        | Gabrio Rosa Fabio Babini Luca Drudi                       | Porsche 3.6L Flat-6              | Y      | 283    |
| 7    | LMGT   | 77  | Freisinger Motorsport    | Gunnar Jeannette Romain Dumas Philippe Haezebrouck        | Porsche 911 GT3-RS               | Y      | 282    |
| 7    | LMGT   | 77  | Freisinger Motorsport    | Gunnar Jeannette Romain Dumas Philippe Haezebrouck        | Porsche 3.6L Flat-6              | Y      | 282    |
| 8    | LMGTS  | 63  | Corvette Racing Pratt    | Ron Fellows Scott Pruett Johnny O'Connell                 | Chevrolet Corvette C5-R          | G      | 278    |
| 8    | LMGTS  | 63  | Corvette Racing Pratt    | Ron Fellows Scott Pruett Johnny O'Connell                 | Chevrolet LS7R 7.0L V8           | G      | 278    |
| 9    | LMGT   | 75  | Perspective Racing       | Thierry Perrier Michel Neugarten Nigel Smith              | Porsche 911 GT3-RS               | D      | 275    |
| 9    | LMGT   | 75  | Perspective Racing       | Thierry Perrier Michel Neugarten Nigel Smith              | Porsche 3.6L Flat-6              | D      | 275    |
| 10   | LMGT   | 80  | Larbre Compétition       | Jean-Luc Chéreau Patrice Goueslard Sébastien Dumez        | Porsche 911 GT3-RS               | M      | 274    |
| 10   | LMGT   | 80  | Larbre Compétition       | Jean-Luc Chéreau Patrice Goueslard Sébastien Dumez        | Porsche 3.6L Flat-6              | M      | 274    |
| 11   | LMGT   | 72  | Team Taisan Advan        | Hideo Fukuyama Atsushi Yogo Kazuyuki Nishizawa            | Porsche 911 GT3-RS               | Y      | 273    |
| 11   | LMGT   | 72  | Team Taisan Advan        | Hideo Fukuyama Atsushi Yogo Kazuyuki Nishizawa            | Porsche 3.6L Flat-6              | Y      | 273    |
| 12   | LMGT   | 82  | Seikel Motorsport        | Anthony Burgess Max Cohen-Olivar Andrew Bagnall           | Porsche 911 GT3-RS               | Y      | 272    |
| 12   | LMGT   | 82  | Seikel Motorsport        | Anthony Burgess Max Cohen-Olivar Andrew Bagnall           | Porsche 3.6L Flat-6              | Y      | 272    |
| 13   | LMP900 | 17  | Pescarolo Sport          | Sébastien Bourdais Jean-Christophe Boullion Laurent Rédon | Courage C60                      | M      | 271    |
| 13   | LMP900 | 17  | Pescarolo Sport          | Sébastien Bourdais Jean-Christophe Boullion Laurent Rédon | Peugeot A32 3.2L Turbo V6        | M      | 271    |
| 14   | LMGTS  | 64  | Corvette Racing Pratt    | Andy Pilgrim Kelly Collins Franck Fréon                   | Chevrolet Corvette C5-R          | G      | 271    |
| 14   | LMGTS  | 64  | Corvette Racing Pratt    | Andy Pilgrim Kelly Collins Franck Fréon                   | Chevrolet LS7R 7.0L V8           | G      | 271    |
| 15   | LMP900 | 6   | DAMS                     | Wayne Taylor Max Angelelli Christophe Tinseau             | Cadillac Northstar LMP01         | M      | 270    |
| 15   | LMP900 | 6   | DAMS                     | Wayne Taylor Max Angelelli Christophe Tinseau             | Cadillac Northstar 4.0L Turbo V8 | M      | 270    |
| 16   | LMGT   | 76  | PK Sport Ltd-Ricardo     | Mike Youles Davey Warnock Stephen Day                     | Porsche 911 GT3-RS               | D      | 265    |
| 16   | LMGT   | 76  | PK Sport Ltd-Ricardo     | Mike Youles Davey Warnock Stephen Day                     | Porsche 3.6L Flat-6              | D      | 265    |
| 17   | LMGT   | 74  | Luc Alphand Adventure    | Luc Alphand Michel Ligonnet Luis Marques                  | Porsche 911 GT3-R                | M      | 265    |
| 17   | LMGT   | 74  | Luc Alphand Adventure    | Luc Alphand Michel Ligonnet Luis Marques                  | Porsche 3.6L Flat-6              | M      | 265    |
| 18   | LMGTS  | 60  | Saleen/Allen Speedlab    | Franz Konrad Oliver Gavin Terry Borcheller                | Saleen S7-R                      | G      | 246    |
| 18   | LMGTS  | 60  | Saleen/Allen Speedlab    | Franz Konrad Oliver Gavin Terry Borcheller                | Ford 6.9L V8                     | G      | 246    |
| 19   | LMP675 | 30  | Gérard Welter            | Stéphane Daoudi Yojiro Terada Jean-René de Fournoux       | WR LMP01                         | M      | 245    |
| 19   | LMP675 | 30  | Gérard Welter            | Stéphane Daoudi Yojiro Terada Jean-René de Fournoux       | Peugeot 2.0L Turbo I4            | M      | 245    |
| 20   | LMGTS  | 58  | Larbre Compétition       | Christophe Bouchut Jean-Philippe Belloc Tiago Monteiro    | Chrysler Viper GTS-R             | M      | 234    |
| 20   | LMGTS  | 58  | Larbre Compétition       | Christophe Bouchut Jean-Philippe Belloc Tiago Monteiro    | Chrysler 8.0L V10                | M      | 234    |
| NC   | LMGT   | 79  | Noël del Bello           | Sylvain Noël Jean-Luc Maury-Laribière Georges Forgeois    | Porsche 911 GT3-R                | D      | 193    |
| NC   | LMGT   | 79  | Noël del Bello           | Sylvain Noël Jean-Luc Maury-Laribière Georges Forgeois    | Porsche 3.6L Flat-6              | D      | 193    |
| DNF  | LMP900 | 14  | Viper Team Oreca         | Seiji Ara Masahiko Kondō Ni Amorim                        | Chrysler LMP                     | M      | 243    |
| DNF  | LMP900 | 14  | Viper Team Oreca         | Seiji Ara Masahiko Kondō Ni Amorim                        | Mopar 6.0L V8                    | M      | 243    |
| DNF  | LMGTS  | 62  | RML                      | Johnny Mowlem Ian McKellar Bruno Lambert                  | Saleen S7-R                      | D      | 175    |
| DNF  | LMGTS  | 62  | RML                      | Johnny Mowlem Ian McKellar Bruno Lambert                  | Ford 6.9L V8                     | D      | 175    |
| DNF  | LMP900 | 9   | Racing for Holland       | Jan Lammers Donny Crevels Val Hillebrand                  | Dome S101                        | M      | 156    |
| DNF  | LMP900 | 9   | Racing for Holland       | Jan Lammers Donny Crevels Val Hillebrand                  | Judd GV4 4.0L V10                | M      | 156    |
| DNF  | LMP900 | 20  | Team Ascari              | Werner Lupberger Ben Collins Harri Toivonen               | Ascari A410                      | G      | 134    |
| DNF  | LMP900 | 20  | Team Ascari              | Werner Lupberger Ben Collins Harri Toivonen               | Judd GV4 4.0L V10                | G      | 134    |
| DNF  | LMP900 | 15  | Viper Team Oreca         | Yannick Dalmas Stéphane Sarrazin Franck Montagny          | Chrysler LMP                     | M      | 126    |
| DNF  | LMP900 | 15  | Viper Team Oreca         | Yannick Dalmas Stéphane Sarrazin Franck Montagny          | Mopar 6.0L V8                    | M      | 126    |
| DNF  | LMGT   | 70  | Aspen Knolls MCR         | Bob Mazzuoccola Vic Rice Cort Wagner                      | Callaway C12-R                   | G      | 98     |
| DNF  | LMGT   | 70  | Aspen Knolls MCR         | Bob Mazzuoccola Vic Rice Cort Wagner                      | Chevrolet 7.0L V8                | G      | 98     |
| DNF  | LMP675 | 36  | Dick Barbour Racing      | Didier de Radiguès Sascha Maassen Hideshi Matsuda         | Reynard 01Q                      | G      | 95     |
| DNF  | LMP675 | 36  | Dick Barbour Racing      | Didier de Radiguès Sascha Maassen Hideshi Matsuda         | Judd GV675 3.4L V8               | G      | 95     |
| DNF  | LMP675 | 32  | Roock-KnightHawk         | Claudia Hürtgen Rick Fairbanks Chris Gleason              | Lola B2K/40                      | A      | 94     |
| DNF  | LMP675 | 32  | Roock-KnightHawk         | Claudia Hürtgen Rick Fairbanks Chris Gleason              | Nissan 3.4L V6                   | A      | 94     |
| DNF  | LMP675 | 33  | MG Sport & Racing Ltd.   | Julian Bailey Mark Blundell Kevin McGarrity               | MG-Lola EX257                    | M      | 92     |
| DNF  | LMP675 | 33  | MG Sport & Racing Ltd.   | Julian Bailey Mark Blundell Kevin McGarrity               | MG XP20 2.0L Turbo I4            | M      | 92     |
| DNF  | LMP900 | 11  | Panoz Motor Sports       | Klaus Graf Jamie Davies Gary Formato                      | Panoz LMP07                      | M      | 86     |
| DNF  | LMP900 | 11  | Panoz Motor Sports       | Klaus Graf Jamie Davies Gary Formato                      | Élan 4.0L V8                     | M      | 86     |
| DNF  | LMP900 | 12  | Panoz Motor Sports       | David Brabham Jan Magnussen Franck Lagorce                | Panoz LMP07                      | M      | 85     |
| DNF  | LMP900 | 12  | Panoz Motor Sports       | David Brabham Jan Magnussen Franck Lagorce                | Élan 4.0L V8                     | M      | 85     |
| DNF  | LMP900 | 3   | Champion Racing          | Johnny Herbert Didier Theys Ralf Kelleners                | Audi R8                          | M      | 81     |
| DNF  | LMP900 | 3   | Champion Racing          | Johnny Herbert Didier Theys Ralf Kelleners                | Audi 3.6L Turbo V8               | M      | 81     |
| DNF  | LMP900 | 10  | Team Den Blå Avis-Goh    | John Nielsen Hiroki Katoh Casper Elgaard                  | Dome S101                        | G      | 66     |
| DNF  | LMP900 | 10  | Team Den Blå Avis-Goh    | John Nielsen Hiroki Katoh Casper Elgaard                  | Judd GV4 4.0L V10                | G      | 66     |
| DNF  | LMP900 | 21  | Team Ascari              | Klaas Zwart Xavier Pompidou Scott Maxwell                 | Ascari A410                      | G      | 66     |
| DNF  | LMP900 | 21  | Team Ascari              | Klaas Zwart Xavier Pompidou Scott Maxwell                 | Judd GV4 4.0L V10                | G      | 66     |
| DNF  | LMGTS  | 55  | Paul Belmondo Racing     | Vincent Vosse Vanina Ickx Carl Rosenblad                  | Chrysler Viper GTS-R             | D      | 61     |
| DNF  | LMGTS  | 55  | Paul Belmondo Racing     | Vincent Vosse Vanina Ickx Carl Rosenblad                  | Chrysler 8.0L V10                | D      | 61     |
| DNF  | LMGTP  | 7   | Team Bentley             | Martin Brundle Stéphane Ortelli Guy Smith                 | Bentley EXP Speed 8              | D      | 56     |
| DNF  | LMGTP  | 7   | Team Bentley             | Martin Brundle Stéphane Ortelli Guy Smith                 | Bentley 3.6L Turbo V8            | D      | 56     |
| DNF  | LMP900 | 5   | DAMS                     | Éric Bernard Emmanuel Collard Marc Goossens               | Cadillac Northstar LMP01         | M      | 56     |
| DNF  | LMP900 | 5   | DAMS                     | Éric Bernard Emmanuel Collard Marc Goossens               | Cadillac Northstar 4.0L Turbo V8 | M      | 56     |
| DNF  | LMP900 | 19  | SMG                      | Philippe Gache Jérôme Policand Anthony Beltoise           | Courage C60                      | M      | 51     |
| DNF  | LMP900 | 19  | SMG                      | Philippe Gache Jérôme Policand Anthony Beltoise           | Judd GV4 4.0L V10                | M      | 51     |
| DNF  | LMGTS  | 56  | Paul Belmondo Racing     | Grégoire de Galzain Anthony Kumpen Jean-Claude Lagniez    | Chrysler Viper GTS-R             | D      | 44     |
| DNF  | LMGTS  | 56  | Paul Belmondo Racing     | Grégoire de Galzain Anthony Kumpen Jean-Claude Lagniez    | Chrysler 8.0L V10                | D      | 44     |
| DNF  | LMGT   | 71  | Racing Engineering       | Robin Donovan Terry Lingner Chris MacAllister             | Porsche 911 GT3-R                | D      | 44     |
| DNF  | LMGT   | 71  | Racing Engineering       | Robin Donovan Terry Lingner Chris MacAllister             | Porsche 3.6L Flat-6              | D      | 44     |
| DNF  | LMP900 | 18  | Pescarolo Sport          | Emmanuel Clérico Didier Cottaz Boris Derichebourg         | Courage C60                      | M      | 42     |
| DNF  | LMP900 | 18  | Pescarolo Sport          | Emmanuel Clérico Didier Cottaz Boris Derichebourg         | Peugeot A32 3.2L Turbo V6        | M      | 42     |
| DNF  | LMP900 | 4   | Johansson Motorsport     | Stefan Johansson Tom Coronel Patrick Lemarié              | Audi R8                          | M      | 35     |
| DNF  | LMP900 | 4   | Johansson Motorsport     | Stefan Johansson Tom Coronel Patrick Lemarié              | Audi 3.6L Turbo V8               | M      | 35     |
| DNF  | LMP675 | 34  | MG Sport & Racing Ltd.   | Anthony Reid Warren Hughes Jonny Kane                     | MG-Lola EX257                    | M      | 30     |
| DNF  | LMP675 | 34  | MG Sport & Racing Ltd.   | Anthony Reid Warren Hughes Jonny Kane                     | MG XP20 2.0L Turbo I4            | M      | 30     |
| DNF  | LMP675 | 37  | Dick Barbour Racing      | John Graham Milka Duno David Murry                        | Reynard 01Q                      | G      | 4      |
| DNF  | LMP675 | 37  | Dick Barbour Racing      | John Graham Milka Duno David Murry                        | Judd GV675 3.4L V8               | G      | 4      |
| DNF  | LMGTS  | 61  | Konrad Motorsport        | Walter Brun Toni Seiler Charles Slater                    | Saleen S7-R                      | G      | 4      |
| DNF  | LMGTS  | 61  | Konrad Motorsport        | Walter Brun Toni Seiler Charles Slater                    | Ford 6.9L V8                     | G      | 4      |
| DNF  | LMGTS  | 57  | Equipe de France FFSA    | David Terrien Jonathan Cochet Jean-Philippe Dayraut       | Chrysler Viper GTS-R             | M      | 4      |
| DNF  | LMGTS  | 57  | Equipe de France FFSA    | David Terrien Jonathan Cochet Jean-Philippe Dayraut       | Chrysler 8.0L V10                | M      | 4      |
| DNF  | LMP675 | 35  | S+R Rowan Racing Ltd.    | Warren Carway Martin O'Connell François Migault           | Pilbeam MP84                     | A      | 3      |
| DNF  | LMP675 | 35  | S+R Rowan Racing Ltd.    | Warren Carway Martin O'Connell François Migault           | Nissan VQL 3.0L V6               | A      | 3      |

1923 · 1924 · 1925 · 1926 · 1927 · 1928 · 1929 · 1930 · 1931 · 1932 · 1933 · 1934 · 1935 · 1936 · 1937 · 1938 · 1939 · 1940 - 1948 · 1949 · 1950 · 1951 · 1952 · 1953 · 1954 · 1955 (Ramp) · 1956 · 1957 · 1958 · 1959 · 1960 · 1961 · 1962 · 1963 · 1964 · 1965 · 1966 · 1967 · 1968 · 1969 · 1970 · 1971 · 1972 · 1973 · 1974 · 1975 · 1976 · 1977 · 1978 · 1979 · 1980 · 1981 · 1982 · 1983 · 1984 · 1985 · 1986 · 1987 · 1988 · 1989 · 1990 · 1991 · 1992 · 1993 · 1994 · 1995 · 1996 · 1997 · 1998 · 1999 · 2000 · 2001 · 2002 · 2003 · 2004 · 2005 · 2006 · 2007 · 2008 · 2009 · 2010 · 2011 · 2012 · 2013 · 2014 · 2015 · 2016 · 2017 · 2018 · 2019 · 2020 · 2021 · 2022 · 2023 · 2024